# 2001 KM76
2001 KM76, também escrito como 2001 KM76, é um objeto transnetuniano (TNO) que está localizado no cinturão de Kuiper, uma região do Sistema Solar. Ele é classificado como um cubewano. O mesmo possui uma magnitude absoluta de 7,1 e tem um diâmetro com cerca de 167 km.

## Descoberta
2001 KM76 foi descoberto no dia 22 de maio de 2001 pelo astrônomo Marc W. Buie.

## Órbita
A órbita de 2001 KM76 tem uma excentricidade de 0,075 e possui um semieixo maior de 44,871 UA. O seu periélio leva o mesmo a uma distância de 41,505 UA em relação ao Sol e seu afélio a 48,236 UA.